# Тереза Шлезінгер
Тереза Шлезінґер (нім. Therese Schlesinger, до шлюбу Екштейн (Eckstein); нар. 6 червня 1863 — пом. 5 червня 1940) — австрійська політична діячка, феміністка, письменниця-соціалістка. Одна з перших жінок соціал-демократів, обраних до парламенту Першої республіки Австрії.

## Життєпис
Народилася 6 червня 1863 року у Відні, Австрійська імперія. Виросла у ліберальній єврейській сім'ї промисловців і виховувалася з сестрою Еммою Екштейн (стала письменницею) та братами Фрідріхом та Густавом.
Не отримуючи вищу освіту, брала приватні уроки та займалась самоосвітою.
У 1888 році Тереза Екштейн одружилася з працівником банку Віктором Шлезінґером (Victor Schlesinger). Через два роки народила доньку Анну. Під час пологів заразилася післяпологовою гарячкою та після 2,5 років боротьби з хворобою могла пересуватися лише в інвалідному кріслі та на милицях.
23 січня 1891 року чоловік помер від туберкульозу. З 1905 року Тереза жила з матір'ю, донькою, сестрою Еммою та братом Густавом до їх смерті протягом 1920-х. Донька Анна одружилась з адвокатом Джозефом Фреєм та у 1920 році наклала на себе руки.
У 1938 році в Австрії стався аншлюс, тож Шлезінґер була в небезпечному становищі через своє єврейське походження, тому вирішила тікати у Францію. Решту життя провела в санаторії в місті Блуа, де і померла 5 червня 1940 року.

## Політична діяльність
Завдяки подрузі Марі Ланг познайомилась з фемінізмом та у 1894 році приєдналася до жіночої асоціації Allgemeine Österreichischen Frauenverein (AÖFV). Незабаром, увійшовши до кола знайомих Августи Фікерт, стала писати за її порадою статті до газет та часописів, а саме для жіночого розділу щотижневої газети Volksstimme Фердинанда Кронаветера. Стала віцепрезиденткою AÖFV. Шлезінґер боролася за права жінок, особливо на вищу освіту та участь у виборах.

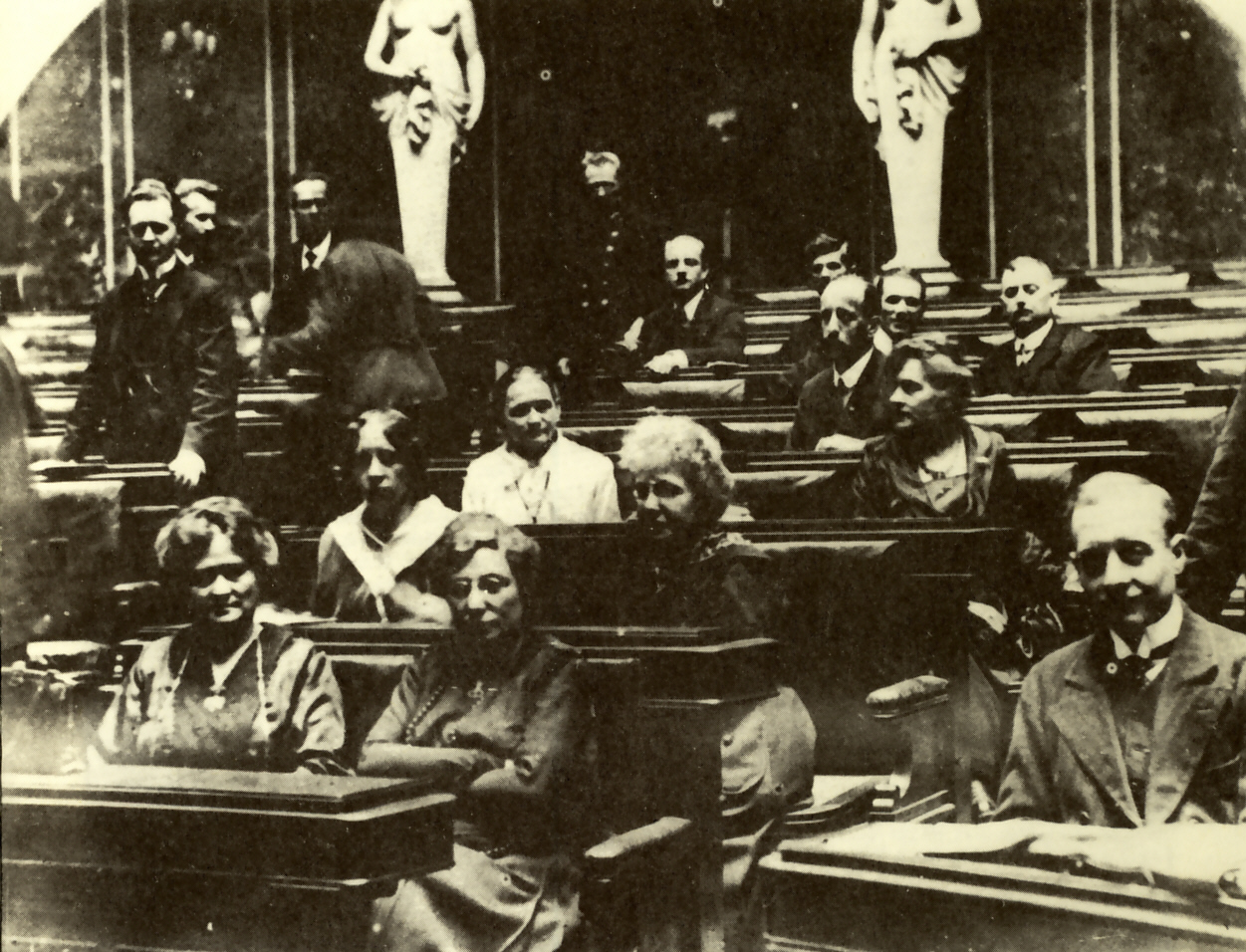
Тереза Шлезінґер (друга парта праворуч) на Установчих національних зборах, 1919

У 1896 році Тереза Шлезінґер з Розою Майредер делегована AÖFV на конференцію Ethischen Gesellschaft Wien для вирішення питання про положення віденських робочих, де вона встановила свої перші контакти з соціал-демократами. В тому ж році вона виступила на першому Міжнародному жіночому конгресі в Берліні (Internationalen Frauenkongress), присвяченому австрійському жіночому руху. Шлезінґер почала вивчати теоретичні основи соціал-демократії та слухала лекції Еміля Райха про соціальну етику у Віденському університеті. Восени 1897 року вступила до Австрійської соціал-демократичної робочої партії. У 1901 році співзаснувала асоціацію Vereins sozialdemokratischer Frauen und Mädchen.
Шлезінґер писала книги про проблеми жінок в тогочасному суспільстві, читала лекції та публікувала статті в соціал-демократичних щомісячних виданнях, таких як «Der Kampf», «Arbeiter-Zeitung» та «Die Unzufriedene». Під час Першої світової війни вона була ведучою постаттю лівого крила партії, якою керували Віктор Адлер та пізніше Отто Бауер.
Коли в 1918 році було введено загальне виборче право для жінок, Тереза Шезінґер з Адельгейд Попп видавали щотижневу газету «Die Vählerin» про майбутні вибори в Установчих національних зборах (Konstituierende Nationalversammlung), у яких жінки вперше змогли взяти учать та проголосувати. Разом з Адельгейд Попп, Анною Бошек, Габрієлою Профт, Марією Туш та Амалією Зайдель вона увійшла в історію як перша жінка-соціал-демократка, а також в число депутатів Установчих національних зборів.
В період з 1919 по 1923 рік була членкинею Національної ради Австрії, потім до 1930 року членкинею Федеральної ради Австрії. А в 1933 році Шлезінґер вийшла з керівництва партії, яка у 1934 році була оголошена поза законом.
Після аншлюсу Австрії в 1938 році, Тереза Шлезінгер більше не була в безпеці через своє єврейське походження і втекла до Франції. Решту свого життя вона провела у санаторії міста Блуа, де і померла 5 червня 1940 року.

## Вшанування
У 1949 році ж/к за адресою Wickenburggasse 8 / Schlösselgasse 14 віденського району Йозефштадт отримав назву «Тереза-Шлезингер-Хоф» (Therese-Schlesinger-Hof).
У 2006 році на честь політикині названий один зі скверів Відня — Schlesingerplatz.